# Dominika Putto
Dominika Putto (nacida Dominika Włodarczyk, 29 de diciembre de 1995) es una deportista polaca que compite en piragüismo en la modalidad de aguas tranquilas.
Ganó cuatro medallas en el Campeonato Mundial de Piragüismo entre los años 2021 y 2023, y seis medallas en el Campeonato Europeo de Piragüismo entre los años 2017 y 2022.
En los Juegos Europeos de Cracovia 2023 consiguió una medalla de oro en la prueba de K4 500 m.

## Palmarés internacional
| Campeonato Mundial | Campeonato Mundial     | Campeonato Mundial | Campeonato Mundial |
| Año                | Lugar                  | Medalla            | Competición        |
| ------------------ | ---------------------- | ------------------ | ------------------ |
| 2021               | Copenhague (Dinamarca) | Medalla de bronce  | K2 200 m           |
| 2022               | Halifax (Canadá)       | Medalla de oro     | K4 500 m           |
| 2023               | Duisburgo (Alemania)   | Medalla de plata   | K4 500 m           |
| 2023               | Duisburgo (Alemania)   | Medalla de bronce  | K1 200 m           |
| Juegos Europeos    |                        |                    |                    |
| Año                | Lugar                  | Medalla            | Competición        |
| 2023               | Cracovia (Polonia)     | Medalla de oro     | K4 500 m           |
| Campeonato Europeo |                        |                    |                    |
| Año                | Lugar                  | Medalla            | Competición        |
| 2017               | Plovdiv (Bulgaria)     | Medalla de plata   | K4 500 m           |
| 2017               | Plovdiv (Bulgaria)     | Medalla de bronce  | K2 200 m           |
| 2018               | Belgrado (Serbia)      | Medalla de bronce  | K2 200 m           |
| 2021               | Poznań (Polonia)       | Medalla de plata   | K2 200 m           |
| 2022               | Múnich (Alemania)      | Medalla de oro     | K4 500 m           |
| 2022               | Múnich (Alemania)      | Medalla de plata   | K2 200 m           |